# Figuras de Lichtenberg

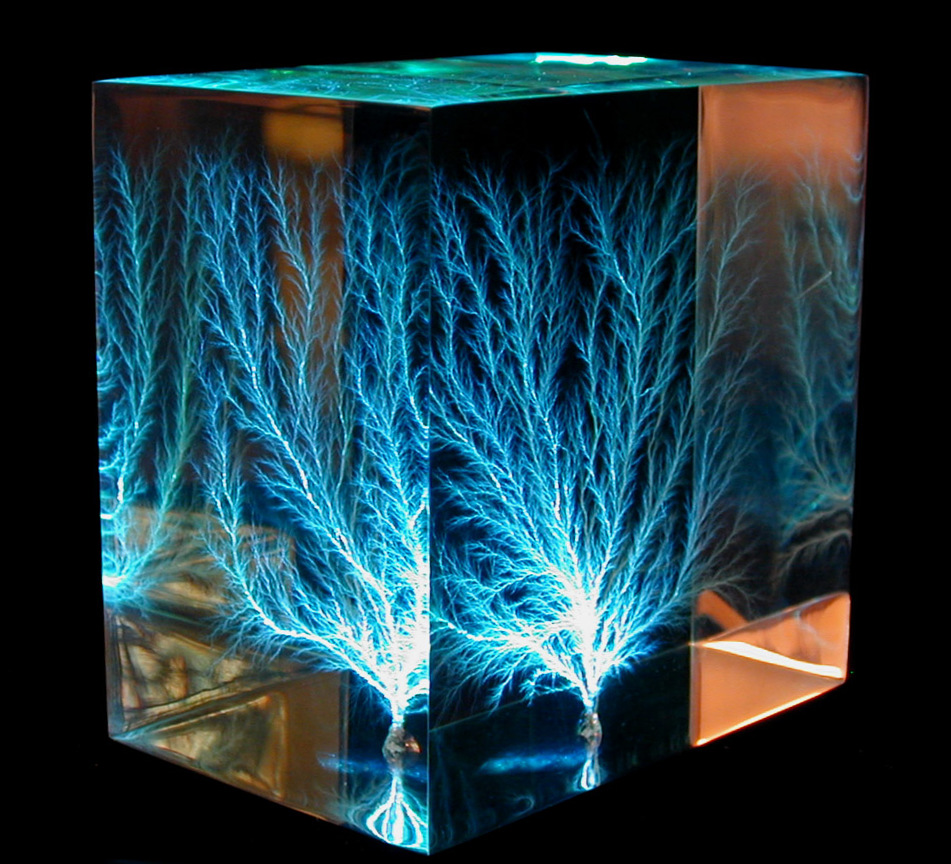
Moderna Figura de Lichtenberg tridimensional o "arborescencia eléctrica" dentro de un bloque de acrílico (PMMA) transparente. Se cree que el patrón de descarga se extiende como fractal aun hasta el nivel molecular. Tamaño real: 76 mm × 76 mm × 51 mm.

Las figuras de Lichtenberg (Lichtenberg-Figuren, o Lichtenberg Dust Figures) son imágenes producidas por descargas eléctricas ramificadas, arborescentes, que a veces se forman sobre la superficie o en el interior de materiales aislantes (dieléctricos). Se llaman así por el físico alemán Georg Christoph Lichtenberg, quien inicialmente las descubrió y las estudió. Al comienzo él pensó que esas formas características podrían ayudar a revelar la naturaleza de los "fluidos" eléctricos positivo y negativo, como se imaginaba la electricidad en esa época. En 1777 Lichtenberg construyó un gran electróforo capaz de generar altas tensiones de electricidad estática mediante un proceso de inducción eléctrica. Después de producir una descarga de alta tensión sobre un punto de la superficie de un material aislante, Lichtenberg hacía visibles los patrones radiales arborescentes mediante polvos coloreados que se fijaban sobre las cargas electrostáticas. Luego presionaba hojas de papel en blanco sobre las figuras ramificadas, lo que las transfería al papel y le permitía conservarlas. Así descubrió el principio básico que luego se emplearía en las fotocopiadoras e impresoras por xerografía. Este descubrimiento también fue el inicio de la actual Física del plasma. 
Aunque Lichtenberg sólo estudió las figuras bidimensionales que se producían en la superficie de los dieléctricos, los modernos investigadores de las altas tensiones estudian las figuras (arborescencias eléctricas) bi y tridimensionales, sobre y dentro de los materiales aislantes. Las figuras de Lichtenberg ahora también se emplean como ejemplos de fractales.

## Figuras de Lichtenberg bidimensionales
Pueden producirse figuras de Lichtenberg bidimensionales colocando perpendicularmente la punta afilada de una aguja sostenida por una estructura aislante, sobre la superficie de una placa de material no conductor, como resina, ebonita o vidrio. La punta debe ubicarse muy cercana o en contacto con la superficie. Luego debe aplicarse una fuente de alta tensión a la aguja, mediante un salto de chispa. Esta fuente puede ser una botella de Leyden previamente cargada (es un antiguo tipo de condensador eléctrico), o sino un generador de electricidad estática, por ejemplo, un electróforo, una máquina de Wimshurst o un generador de Van de Graaff. Esto creará una brusca descarga eléctrica hacia la superficie de la placa aislante, que depositará áreas de carga estática sobre ella. Estas áreas pueden luego visualizarse sobre la placa aislante mediante la dispersión de una mezcla de flor de azufre, que es azufre finamente pulverizado, de color amarillo pastel, con polvo de minio (tetróxido de plomo, Pb3O4), de color rojo.
Durante su manipulación, el azufre en polvo tiende a adquirir una leve carga negativa, mientras que el minio tiende a adquirirla positiva. Las áreas de la placa aislante cargadas positivamente atraerán el polvo de azufre, negativo, mientras que las áreas cargadas negativamente atraerán el polvo de minio, positivo. Además de la distribución de colores que esto producirá, habrá marcadas diferencias en las formas de la figura, en relación con la polaridad de la carga que se aplicó sobre la placa aislante. Si fue cargada con electricidad positiva, se verá un patrón ampliamente extendido formado por un núcleo denso desde el que irradian ramificaciones en todas direcciones. Cuando la placa ha sido cargada con electricidad negativa, las áreas son considerablemente menores y, o tienen un límite neto y circular, o como dispersado por un soplador, y desprovisto de ramificaciones.
Si la placa aislante recibe una sucesión de cargas positivas y negativas como las provenientes de una bobina de inducción, resultará una figura mixta, formada por un gran núcleo central rojo que corresponderá a la carga negativa, rodeada por rayos amarillos que corresponderán a la carga positiva. La diferencia entre las figuras positivas y las negativas dependen de la presencia de aire: la diferencia tiende a desaparecer cuando el experimento se realiza en el vacío. Las figuras de Lichtenberg fueron completamente descritas en su memoria Super nova methodo motum ac naturam fluidi electrici investigandi (Göttinger Novi Commentarii, Göttingen, 1777). Ahora se sabe que las cargas son transferidas a la superficie del dieléctrico mediante pequeñas descargas en forma de chispas que ocurren a lo largo del límite entre el gas y la superficie del dieléctrico. Una vez transferidos, esos excesos de carga quedan temporalmente fijados. Las formas de las resultantes distribuciones de carga reflejan la forma de las chispas de descarga, las que a su vez dependen de la polaridad de la alta tensión y de la presión del gas. Si se emplean tensiones cada vez mayores se podrá generar figuras con mayor diámetro y más cantidad de ramificaciones. También se sabe actualmente que las figuras de Lichtenberg positivas presentan mayores estructuras y más ramificadas porque las grandes descargas dentro del aire pueden formarse y propagarse más fácilmente desde terminales de alta tensión cargados positivamente.
Cuando se contamina una superficie dieléctrica con material semiconductor, puede formarse espontáneamente otro tipo de figuras de Lichtenberg bidimensionales. Si se aplica una alta tensión excesiva a través de ese material, las corrientes de fuga pueden causar calentamientos localizados y una consecuente y progresiva degradación y quemado del material subyacente. Bajo la superficie del material se formarán patrones de quemado ramificados, arborescentes, llamados arborescencias eléctricas. Estos caminos pueden llegar a constituir un puente conductivo a través de la sustancia dieléctrica y llevar a una falla catastrófica del material aislante.

## Figuras de Lichtenberg tridimensionales
Pueden crearse modernas figuras de Lichtenberg tridimensionales dentro de materiales aislantes sólidos como el acrílico (polimetilmetacrilato, llamado también PMMA) o el vidrio, que al ser transparentes permiten su visualización. El material plástico acrílico suele ser nombrado también por sus marcas comerciales más conocidas: Lucite, Plexiglas, o Perspex. Se logra mediante la inyección en ellos de un haz de electrones de alta velocidad provenientes de un acelerador de partículas como el Linac, un tipo de acelerador de partículas lineal. Dentro del Linac los electrones son enfocados y acelerados para formar un haz de partículas de alta velocidad. Los electrones que emergen del acelerador tienen energías superiores a los 25 MeV, y viajan a una velocidad cercana (95 a 99+ %) de la velocidad de la luz (velocidades relativistas). Si el haz de electrones es dirigido hacia un cuerpo de acrílico, los electrones penetrarán fácilmente la superficie, perderán rápidamente velocidad a medida que vayan colisionando con las moléculas del plástico, y finalmente se detendrán y quedarán en la profundidad del cuerpo de acrílico. Como este material es un excelente aislante eléctrico, esos electrones quedarán temporalmente atrapados dentro del cuerpo y formarán una zona aislada con excesiva carga negativa. Si se continúa con la irradiación, el monto de la carga atrapada puede alcanzar millones de voltios. Cuando la tensión acumulada alcanza o supera la rigidez dieléctrica del acrílico, algunas porciones del plástico se tornarán bruscamente conductivas en un proceso llamado ruptura o disrupción dieléctrica. Cuando este proceso está próximo a producirse, puede provocarse fácilmente su inicio al clavarle al cuerpo una punta metálica conectada a tierra.
Durante la ruptura o disrupción dieléctrica, la arborescencia ramificada o canales conductivos en forma de helecho, rápidamente se forman y propagan a través del plástico, lo que permite que las cargas atrapadas erupcionen bruscamente en pequeños destellos y estallidos. Como dice el párrafo anterior, puede dispararse manualmente la disrupción dieléctrica de un cuerpo cargado al clavarle una punta afilada de material conductor, para crear así un punto que tensiona el material por sobre su rigidez dieléctrica. Durante la descarga, las poderosas chispas eléctricas dejan miles de cadenas ramificadas de fractura en el material; se crea así una figura de Lichtenberg permanente dentro del cuerpo aislante. Como la carga aislada dentro del cuerpo es negativa, la descarga real se inicia desde la carga positiva de su superficie exterior, así que la descarga real resultante crea una figura de Lichtenberg positiva dentro del cuerpo. Estos extraños y hermosos objetos son llamados a veces arborescencias electrónicas o árboles de luz. Como los electrones se desaceleran rápidamente dentro del acrílico, se generan también poderosos rayos X. Esta radiación X oscurece el material acrílico, porque introduce defectos (centros de color) en un proceso llamado solarización por radiación. El acrílico toma así un color de ámbar a pardo, aunque antiguos compuestos acrílicos a veces viran a un color verde limón. El color usualmente va desvaneciéndose con el tiempo, y un suave calentamiento combinado con oxígeno, acelera el proceso de decoloración.

## Ocurrencia natural
Las figuras de Lichtenberg pueden también aparecer sobre la piel de víctimas de un rayo. Son rojizas, con patrones en forma de helecho, y pueden persistir por horas o días. También, para los médicos legistas, son un indicador que ayuda a determinar la causa de la muerte. A las figuras de Lichtenberg que, como en este caso, aparecen sobre personas, se las llama a veces flores del rayo, y se piensa que son causadas por la ruptura de vasos capilares debajo de la piel, producida por el pasaje de la elevada corriente eléctrica de la descarga del rayo, por las ondas de choque del sonido, o por el poderoso destello luminoso. La caída de un rayo también puede producir una gran figura de Lichtenberg sobre la hierba, en la zona que rodea el punto de impacto. A veces se las encuentra en los campos de golf o en praderas de césped. Pueden además crearse fulguritas, cuando el intenso calor producido por la corriente eléctrica del rayo funde la arena o la tierra del suelo y forma tubos vitrificados.

## Similitudes con los fractales
Los patrones ramificados y autosimilares observados en las figuras de Lichtenberg exhiben propiedades fractales. Frecuentemente se desarrollan figuras de Lichtenberg durante la ruptura o disrupción eléctrica en sólidos, líquidos y hasta en gases. Su aparición y crecimiento parecen estar relacionados con un proceso llamado "agregación por difusión limitada" o DLA, sigla formada desde su nombre en inglés. Niemeyer, Pietronero, y Weismann desarrollaron en 1984 un útil modelo macroscópico que combina un campo eléctrico con la DLA, conocido como modelo de ruptura dieléctrica o DBM. Aunque los mecanismos de la ruptura dieléctrica en el aire y en un cuerpo de acrílico son muy diferentes, las descargas ramificadas vuelven a estar relacionadas. Por esto, no fue sorprendente que en las formas ramificadas del rayo natural también se hallaran características fractales.